# تشان تشان

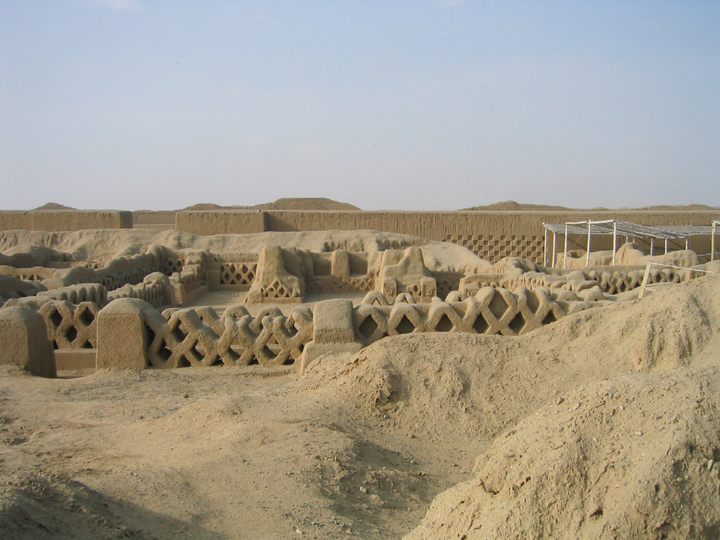
أطلال مدينة تشان تشان

تشان تشان هي أكبر مدينة في عصر ما قبل الكولومبية في أمريكا الجنوبية، وتشان تشان هو موقع أثري يقع في المنطقة البيروفية ليبرتاد، خمسة كم إلى الغرب من تروخيلو. تغطي مساحة متكونة من حوالي 20 كيلومتر مربع، وكانت مركز مكثف في المناطق الحضرية. تشان تشان شيدت من قبل تشيمور (مملكة تشيمو)، في فترة زمنية وسيطة، وهي التي انبثقت من مخلفات حضارة موتشي. بنيت المدينة من الطوب اللبن واستمرت حتى احتلالها من قبل إمبراطورية الانكا في 1470 م. وكانت عاصمة الإمبراطورية التشيمورية، حتى تم فتحها في القرن 15. وتشير التقديرات إلى أن نحو 30,000 شخص كان يعيشون في مدينة تشان تشان.
وتم أضافة تشان تشان من قبل اليونسكو كموقع للتراث العالمي في عام 1986. لكن المدينة مهدد بشدة من قبل الأعاصير من ظاهرة النينيو، والتي تسبب الأمطار الغزيرة والفيضانات على ساحل بيرو من المحيط الهادئ. كان ذلك في القسم خصبة وجيدة من الماء من السهل الساحلي. بالإضافة إلى ذلك فالمدينة مهددة من الزلازل واللصوص. يمكن للزوار في الوقت الحاضر دخول تشان تشان ومجمع تستشودي، حيث يعتقد أنها واحدة من القلاع التي بنيت في وقت لاحق في المدينة. وهناك أيضا عدد آخر من أطلال التشيمو وأطلال الموتشه في المنطقة المحيطة من تروخيو. تم اكتشاف هذا الموقع من قبل فرانسيسكو بيزارو الفاتح.
السؤال المطروح ما علاقتها بالميتشو بيتشو